# William Morgan
William Morgan, FRS (n. 26 mai/6 iunie 1750, Bridgend, Țara Galilor, Regatul Marii Britanii – d. 4 mai 1833, Londra, Regatul Unit al Marii Britanii și Irlandei) a fost un medic, fizician și statistician galez, care este considerat părintele științei actuariale⁠(en)[traduceți] moderne.

## Viața
S-a născut în Bridgend, Glamorganshire, fiul medicului William Morgan și a lui Sarah. Fratele său era George Cadogan Morgan. La optsprezece ani, a venit la Londra pentru pregătire medicală la Guy's Hospital, lucrând în paralel și ca farmacist. Nu și-a încheiat pregătirea, dar după un an s-a întors la Bridgend pentru a se alătura practicii tatălui său. Nu era popular cu pacienții tatălui său: îl considerau lipsit de experiență și resimțeau că au primit tratament de la cineva cu o deformare - Morgan suferea de picior strâmb. După moartea tatălui său, a părăsit medicina și, la recomandarea fratelui mamei sale, Richard Price, în 1774 a fost numit asistent actuar la Equitable Life Assurance Society.  În februarie 1775, după moartea lui John Pocock, a fost ales actuar. Când s-a retras la 2 decembrie 1830, 56 de ani mai târziu, la 80 de ani, a pus bazele profesiei de actuariat   - de fapt termenul „actuarial” a devenit atașat profesiei din cauza titlului său. 
A câștigat Medalia Copley în 1789, pentru cele două lucrări ale sale despre valorile inversiunilor și supraviețuirilor,  tipărit în ultimele două volume ale Tranzacțiilor filosofice ale Royal Society, în domeniul științei actuariale:
- Cu privire la probabilitățile de supraviețuire între două persoane ale oricărei vârste date și metoda de determinare a valorilor inversărilor în funcție de acele supraviețuiri, 1788-1794
- În ceea ce privește metoda de determinare, din probabilitățile reale ale vieții, valoarea unei inversări contingente în care sunt implicate trei vieți în supraviețuire . Tranzacții filozofice ale Royal Society of London, Vol. 79 (1789) p.   40-54